# 关联市镇
在法国，部分市镇依1971年7月16日的《市镇合并与重组法》（又称《马塞兰法》）由多个前市镇合并而成，这些被合并的前市镇被称为关联市镇（法語：commune associée，發音：[kɔmyn asɔsje]）。关联市镇被允许保留某些机构，如：
- 委派市长（maire délégué）、民事登记官（officier d'état civil）、司法警官（officier de police judiciaire）
- 附属市政厅，主要负责公民身份文件
- 市镇社会行动中心（法语：Centre communal d'action sociale）的部门
- 选举单位
- 咨询委员会，可处理与关联市镇人口或领土相关的事务，并可向市长提出建议

通过创建关联市镇来进行市镇合并的方式称为“关联合并”（fusion-association），与之相对的是“单一合并”（fusion simple）。
2006年1月1日，法国共有730个关联市镇，其中大多数是在《马塞兰法》通过后的四年内创建的。2020年，关联市镇最多的三个省份是上马恩省 (81个)、默兹省 (72个) 和下莱茵省 (30个)。拥有最多关联市镇的市镇是芒什省的伊西尼-勒比阿，拥有九个关联市镇。
《马塞兰法》通常被视作失败之举，因为与法国庞大的市镇数量相比，市镇合并数量过少，且这些合并中有很大一部分随后被取消。2008年，法国总统尼古拉·萨科齐发起法国领土集体改革，2010年12月16日颁布《第2010-1563号法律》，通过建立新市镇来重启市镇重组。若一个关联市镇附属于新市镇，那么它将失去其“关联”地位，或者转变为委派市镇。